# Wouter Lutkie

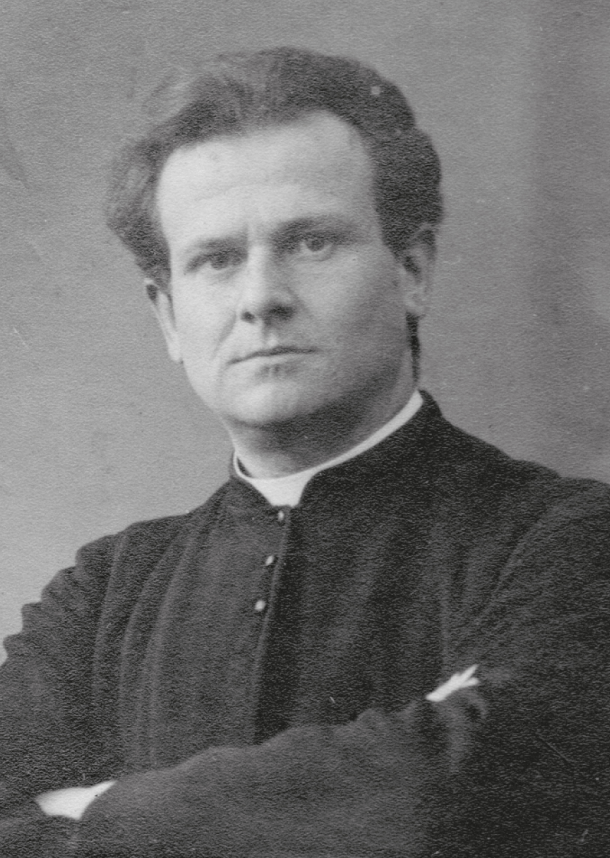
Lutkie poseert voor camera (ca. 1930)

Wouterus Leonardus Lutkie ('s-Hertogenbosch, 23 februari 1887 – Nuland, 23 januari 1968) was een Nederlandse katholieke priester en fascist.

## Leven en werk
Lutkie stamde uit een welgestelde zakenfamilie en werd aanvankelijk beïnvloed door Ernest Hello en Léon Bloy. Hij werd in 1919 priester gewijd en werd kort daarna kapelaan in Gemonde. De verhouding met zijn bisschop, Arnold Diepen, verliep al vanaf het begin aan stroef. De eerste reis die Lutkie ondernam was in het najaar van 1919. Toen vroeg en verkreeg hij voor enige tijd vrijstelling van de parochiële taken als toezichthouder bij het teruggeleiden van transporten van Oostenrijkse kinderen naar hun vaderland. In Wenen ontmoette hij schrijver Richard Kralik en bracht deze vervolgens in contact met Jacques Maritain, waar Lutkie zelf mee in briefwisseling was. De tweede reis was naar het Poolse Poznan, waar hij enige tijd als priester werkzaam was in het ambtsgebied van Sjeptytsky, het hoofd der Oekraïense Grieks-Katholieke Kerk. 
In 1922 vroeg Lutkie toestemming aan zijn bisschop om zich terug te trekken uit de directe pastorale zorg. Zijn verzoek werd gehonoreerd. Lutkie vestigde zich daarop in Nuland, waar hij de rest van zijn leven als ambteloos priester doorbracht. De ware toedracht is onduidelijk aangezien bronnen spreken over verschillende oorzaken. Wellicht is het een combinatie van factoren, waaronder enerzijds de publicatie van de brochure Dokter Moller (1921) en een conflict over zijn bijdrage aan de oprichting het blad Vreugde, beide een doorn in het oog van bisschop Diepen, maar anderzijds ook de rectorsbenoeming in het dorp Leeuwen waar Lutkie niets voor voelde.
Lutkie schaarde zich in de zogenaamde herstelbeweging, een restauratieve stroming onder conservatieve katholieken in het interbellum. De herstelbeweging neigde sterk naar het fascisme in Italiaanse stijl. Deze kring rond dr. Emile Verviers en het tijdschrift Katholieke Staatkunde verwierp het erfgoed van de Franse Revolutie en vooral het democratisch staatsbestel. Lutkie was bewonderaar van de Latijnse cultuur en liet zich inspireren door Benito Mussolini. Hij zag in Mussolini’s fascisme, dat in 1922 in Italië aan de macht was gekomen, de ideale oplossing voor de problemen waarmee naar zijn ideeën de Nederlandse samenleving worstelde. De kernwoorden en -waarden waren: orde, gezag, discipline, gemeenschap, hiërarchie, traditie en familie, godsdienst en kerk.
Lutkie was de enige Nederlander die op voet van vriendschap verkeerde met de Italiaanse fascistenleider Mussolini, bij wie hij zeven keer op privé-audiëntie mocht komen. Hij correspondeerde met schrijvers als Gerard Bruning en Henri Bruning, Antoon Coolen, Pierre H. Dubois, Anton van Duinkerken, Jan Engelman en H. Marsman. Ook was hij bevriend met kunstenaars als Joan Collette, Jan Toorop en Erich Wichmann. Bijna veertig jaar lang leidde hij een sociaaleconomische leefgemeenschap in de geest van Walden van Henry David Thoreau.

### Het tijdschriftAristo-

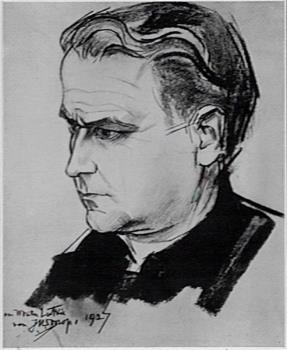
Lutkie door Jan Toorop (1927)

Lutkie reisde in 1924 naar Italië waar hij Erich Wichmann ontmoette met wie hij vriendschap sloot. Hij stichtte in 1930 Aristo-, een cultureel tijdschrift waarin antidemocratische opvattingen werden verkondigd. Het blad bestond tot 1943 om na de oorlog opnieuw te verschijnen tot 1965. Lutkie vertaalde Mussolini's werk in het Nederlands en publiceerde een aantal eigen interviews met de Italiaanse leider.
In juni 1930 kwam de eerste aflevering van Aristo- uit, een initiatief van Lutkie. Aristo- wilde een forum zijn, waarop ieder, van welke overtuiging dan ook, zich zou kunnen uitspreken. Het bevatte bijdragen van politieke strekking, maar hun aantal nam geleidelijk af, om na de oorlog geheel te verdwijnen. Het blad had een sterk literaire inslag en stond open voor vele schrijvers en dichters. De eenhoofdige redactie was aanvankelijk door anderen gevoerd, maar in 1933 kwam een redactieraad tot stand, waarin Lutkie zitting nam. In dit Aristo- kon Lutkie veel eigen werk publiceren, o.a. Fascisme is Synthese (1932-1933), De Partijen en de nieuwe Orde (1933-1934) en Het Joodsche Probleem (1936-1937). Lutkie distantieerde zich van de NSB en het nazisme in het algemeen. 
Lutkie was een vroegtijdig Nederlands vertegenwoordiger van het fascisme, onmiskenbaar door Mussolini geïnspireerd, nochtans stellig niet gespeend van waardigheid en een zekere grandeur. De Duitse inval in Nederland keurde hij af. Hij collaboreerde ook niet tijdens de Tweede Wereldoorlog. In 1943 werd het blad door de bezettende overheid verboden. Na de oorlog herrees de periodiek, doch met nieuwe medewerkers, omdat het in veler ogen te zeer 'besmet' werd geacht.
Na de oorlog werd Lutkie ondanks een onderzoek niet aangeklaagd voor collaboratie en kon hij zijn naoorlogse jaren wederom als ambteloos priester slijten, waarbij hij Aristo- nog lange tijd voortzette, nu meer als literair tijdschrift. Begin 1965 moest het tijdschrift definitief ophouden te verschijnen, wegens gebrek aan abonnees. In hoeverre Lutkie en zijn Aristo- fascistisch of zelfs nationaalsocialistisch waren geweest, bleef onderwerp van veel discussie.